# Lamberto Bava
Lamberto Bava   (Roma, 3 d'abril de 1944) és un guionista i director de cinema italià. Va començar a treballar com a ajudant de direcció per al seu pare director Mario Bava. Lamberto va codirigir la pel·lícula de televisió de 1979 La Venere d'Ille amb el seu pare i el 1980 va dirigir el seu primer llargmetratge en solitari  Macabro.
Bava va continuar treballant a la dècada de 1980 i va col·laborar amb Dario Argento en pel·lícules com  Dèmoni . Després de 1990, el treball de Bava es va relacionar principalment amb la televisió, com la seva sèrie  Fantaghirò .

## Biografia
Lamberto Bava va néixer a Roma, Itàlia el 3 d'abril de 1944. El pare de Lamberto, Mario Bava va ser un director de cinema conegut principalment com a director de pel·lícules de terror. La carrera cinematogràfica de Lamberto va començar a mitjans dels anys 60 treballant com a assistent de direcció a la pel·lícula del seu pare Terrore nello Spazio. Lamberto col·laboraria més tard amb el seu pare en diversos dels seus projectes, incloent Diabolik (1968), La badia de la sang  (1971) i  Schock  (1977) (A Schock, Lamberto Bava va ser acreditat com a guionista i assistent de direcció.) A més del treball que va fer amb el seu pare, Lamberto també va contribuir a fer pel·lícules amb el director italià Ruggero Deodato, com ara  Ultimo mondo cannibale  (1977) i  Holocaust caníbal  (1979). El 1978, Lamberto i Mario van dirigir un episodi de la sèrie de televisió italiana I giochi del diavolo (Storie fantastiche dell'Ottocento), una sèrie de televisió amb sis històries basades en la literatura fantàstica del segle xix. Llur episodi era basat en La Venere d'Ille de Prosper Mérimée i emès per la RAI 1el 27 de març de 1981.

### Pel·lícules de començaments de la dècada de 1980
Una trobada amb el director Pupi Avati va portar a Bava a dirigir el seu propi llargmetratge  Macabro  l'any 1980, que va ser coescrit amb Pupi i Antonio Avati. La pel·lícula és protagonitzad per Bernice Stegers com a Jane, una dona que té una aventura amb un home (Stanko Molnar), que mor. Després de la seva mort, Jane guarda el cap tallat a la nevera i realitza actes eròtics amb ell. According to Lamberto Bava, after seeing Macabre, Mario told him "Now I can die in peace". Mario actually died later in 1980. Segons Lamberto Bava, després de veure Macabro, Mario li va dir "Ara puc morir en pau". En realitat, Mario va morir més tard el 1980.
Després de l'estrena de Macabro, Lamberto Bava va treballar en publicitat i va continuar escrivint històries per a futurs projectes cinematogràfics potencials. Va ser abordat pel director Dario Argento per ajudar-lo amb la seva pel·lícula  giallo  Tenebrae  (1982), on Bava és acreditat com a ajudant de direcció. El 1983 Lamberto Bava va dirigir el seu segon llargmetratge com a un director, la pel·lícula giallo La casa con la scala nel buio. La casa con la scala nel buio es va desenvolupar originalment com una pel·lícula de televisió rodada en quatre segments de 25 minuts amb un pressupost molt reduït. La pel·lícula és protagonitzada per Andrea Occhipinti com el compositor musical Bruno, un home que es veu involucrat en una sèrie d'assassinats mentre s'allotja en una vil·la aïllada.
Els dos següents projectes cinematogràfics de Bava van ser de gèneres diferents que els seus anteriors giallo i cinema de terror. Bava va rebre un guió per a Blastfighter, una pel·lícula escrita originalment com a remake de la pel·lícula australiana  Mad Max amb la intenció de donar-lo al director Lucio Fulci Blastfighter fou protagonitzada per Michael Sopkiw com a Tiger, un detectiu que havia sortit de la presó per haver disparat a l'home que va matar la seva dona. Tiger s'endinsa al bosc amb la seva filla on és terroritzat per un grup de bergants. La següent pel·lícula de Lamberto, Monster Shark, va ser una pel·lícula de ciència-ficció sobre un tauró mutat que s'escapa per matar amb dos biòlegs marins que intenten localitzar la criatura per aturar-la.

### Pel·lícules de teatre i televisió de finals de la dècada de 1980
El 1985, Lamberto Bava va tornar a formar equip amb Dario Argento a la pel·lícula Dèmoni. Argento va coescriure i produir la pel·lícula de Bava sobre una invitació al cinema amb només projeccions d'una pel·lícula de terror. Al vestíbul del cinema, una dona jove és esgarrapada per una pantalla al vestíbul i es transforma en una criatura horrible que després ataca a altres membres del públic, propagant la seva infecció demoníaca. La pel·lícula va ser seguida per la seqüela Dèmoni 2 l'any 1986, que tenia molts dels mateixos repartiments i membres de la tripulació de Dèmoni. Dèmoni 2  inclou un programa de televisió que provoca un brot de zombis en un complex d'apartaments. Bava també va fer el telefilm Midnight Killer el mateix any La pel·lícula tracta sobre una sèrie d'assassinats que són similars a un que es va cometre 15 anys abans, malgrat que suposadament l'assassí va morir en un incendi. Bava hi fa un cameo com a un fotògraf al començament de la pel·lícula. Mentre treballava a Midnight Killer, Bava va començar a preparar la seva següent pel·lícula, Le foto di Gioia  (1987). Le foto di Gioia és protagonitzada per Serena Grandi com a Gioia, model de la revista Pussycat. Els companys de feina de Gioia acaben assassinats per mitjans estranys, com ara forques i abelles, i després els seus cadàvers posats davant de les fotos d'ella, que Gioia rep per correu de l'assassí.
Bava va tornar al treball televisiu fent diversos episodis d'una sèrie de pel·lícules d'una hora produïdes per Dario Argento. Els episodis de Bava incloïen "E ...di Moda la Morte", "Heavy Metal", "Buona Fine È Migliore Principo", "Giubetto Rosso", "Il Bambino Rapito" i "Babbao Natale". El juliol de 1986, la companyia Reteitalia va anunciar que farien noves pel·lícules de televisió per a una sèrie titulada Brivido giallo seria dirigida per Bava. Les pel·lícules es van rodar entre 1987 i 1988 on inicialment hi hauria una sèrie de cinc pel·lícules, van acabar sent quatre. La primera va ser Una notte al cimitero que es va projectar al XX Festival Internacional de Cinema Fantàstic de Sitges el 1987 i Per sempre  que es va estrenar en vídeo domèstic a Alemanya més d'un any abans del seu debut televisiu a Itàlia el 1989. Les altres pel·lícules de la sèrie van ser La casa dell'orco i A cena col vampiro.
La sèrie Brivido giallo no va ser popular entre la crítica o el públic, cosa que va donar lloc a les properes pel·lícules de televisió de Bava en una sèrie titulada Alta tensione que es van rodar entre 1988 i 1989 i només es van estrenar el 1999 a Mediaset. Una pel·lícula de televisió feta en aquell moment per a la sèrie només es va estrenar el 2007 al canal per satèl·lit Fantasy TV. Bava també va fer un remake de  La màscara del diable per a la sèrie de televisió europea  Sabbath  titulada La maschera del demonio que es va estrenar el juny de 1990 al Fantafestival de Roma. Bava va començar la dècada de 1990 amb la sèrie inspirada en contes de fades Fantaghirò i les seves nombroses seqüeles.

### Obres posteriors a la dècada de 1980
El 1992, Bava va fer la pel·lícula Body Puzzle, protagonitzada per Joanna Pacula, que s'assabenta que el seu difunt marit Abe tenia un amant anomenat Tim Bell. Quan Tim s'assabenta que Abe era donant d'òrgans, Tim comença a matar gent per reconstruir-lo. Bavatambé va treballar a la televisió. El 1991, Bava va dirigir Fantaghiro, una minisèrie de televisió que va estar influenciada per pel·lícules com Legend, Willow i Lady Falcó. La sèrie s'adreçava més al públic familiar que el treball anterior i la violència de Bava es manté al mínim. La sèrie va concloure l'any 1997 amb vuit capítols de llargmetratge. Abans d'acabar la sèrie, Bava va treballar en altres projectes de televisió, com Desideria, entre 1994 i 1995, i una segona sèrie de fantasia titulada Sorellina e il Principe del Sogno (1996). A finals dels anys noranta, Bava va fer una altra televisió. pel·lícula titulada Caraibi. El treball cinematogràfic més posterior de Bava inclou L'Impero i Ghost Son.

## Filmografia

### Director

#### Cinema
- Schock, codirigida amb Mario Bava (1977) - també coguionista
- Macabro (1980) - també guionista
- La casa con la scala nel buio (1983) - també productor i editor
- Blastfighter (1984) - també guió no acreditat
- Shark - Rosso nell'oceano (1984) - també guionista no acreditat
- Dèmoni (1985) - també guionista
- Dèmoni 2... L'incubo ritorna (1986) - també guionista
- Morirai a mezzanotte (1986) - també productor, muntador i guionista
- Le foto di Gioia (1987) - també guionista
- Body Puzzle (1992) - també guionista
- Kidnapped - Cani arrabbiati, codirigida amb Mario Bava i muntatge (versió reconstruïda el 2002 de Cani arrabbiati)
- The Torturer (2006) - també guionista
- Ghost Son (2006) - també guionista
- Twins (2018) - també guionista

#### Televisió
- La Venere d'Ille, codirigida amb Mario Bava (1978) - també guionista
- Turno di notte (6 episodis: È di moda la morte, Heavy Metal, Buona fine e miglior principio, Giubbetto rosso, Il bambino rapito i Babbo Natale) (1987)
- Per sempre (1989) - també guionista
- A cena col vampiro (1989) - també guionista
- La casa dell'orco (1989) - també guionista
- Una notte al cimitero (1989) - també guionista
- La maschera del demonio (1989) - també guionista i producció (cicle televisiu Sabbath)
- Il maestro del terrore (1989) - també productor
- Il gioko (1989) - també productor
- L'uomo che non voleva morire (1989) - també productor
- Testimone oculare (1989) - també guionista i productor
- Fantaghirò (1991) - també productor
- Fantaghirò 2 (1992) - també productor
- Fantaghirò 3 (1993) - també productor
- Fantaghirò 4 (1994) - també productor
- Desideria e l'anello del drago (1995) - també productor
- La meravigliosa storia di Fantaghirò (1995) - també productor
- Sorellina e il principe del sogno (1996) - també productor
- Fantaghirò 5 (1996) - també productor
- La principessa e il povero (1997) - també productor
- Caraibi (1999) - també productor
- L'impero (2000)
- 6 passi nel giallo (3 episodis: Vite in ostaggio, Presagi e Omicidio su misura) (2010-2011-2012)[24]

### Actor

#### Cinema
- Tenebre (1982)
- Dèmoni (1985)
- Morirai a mezzanotte (1986)
- Dèmoni 2... L'incubo ritorna (1986)
- Una notte al cimitero (1987)
- La casa dell'orco (1988)
- I tre volti del terrore, dirigida per Sergio Stivaletti (2004)

#### Televisió
- Turno di notte - serie TV (1987)
- L'ispettore Coliandro - sèrie TV, episodi 2x03 (2009)